# Pamplemousse vert de Tahiti
Espèce
Le pamplemousse vert de Tahiti aussi pamplemousse de Tahiti, Sarawak, localement Moanalua ou Anani Popa'a et de nos jours Citrus Grandis Polynesia est un cultivar de pamplemoussier (Citrus maxima) dont la peau et la pulpe sont jaune verdâtre, qui a été introduit en 1921, disséminé et largement cultivé à Tahiti puis à Hawaï (1971) ensuite en Californie il est présent des Marquises aux Gambier. Il est réputé pour son excellente qualité et utilisé pour développer de nouveaux cultivars du fait de sa vigueur.

## Histoire
Cook a introduit le pamplemoussier à Tahiti en 1777 et la mise en culture est observée en 1792.
Ce serait au Sarawak, au nord-ouest de Bornéo qu'Harrison Smith (1872-1947), exilé américain, professeur de sciences et botaniste introducteur de plantes, aurait reçu en cadeau un pamplemousse qu'il trouva extrêmement juteux et sucré. Il fit parvenir des graines au consul britannique à Tahiti qui lui remis 3 jeunes plantes à son retour en mars 1921. En 1930, la fructification commence et les fruits ont un vif succès. Smith reproduit et diffuse le cultivar depuis son verger de Papeari. La culture se développe à partir de 1932.
R. Cottin (1997) le décrit comme un cultivar de C. maxima Tahitian, il ne lui donne pas le nom de Sarawak qui pourtant est souvent utilisé. Sarawak est un État de Malaisie où sont cultivés 294 ha (2010) de pamplemoussiers chinois et thaïs, aucune source ne signale de pamplemousse vert ou à chair verte.
La culture du pamplemousse vert et la production industrielle de jus, bien que subventionnée, connaissent de nombreuses difficultés même si le pamplemousse vert a été classé «à fort potentiel de développement» au Salon des innovations pour le secteur parfumerie-cosmétiques de Paris (2017).

## Description

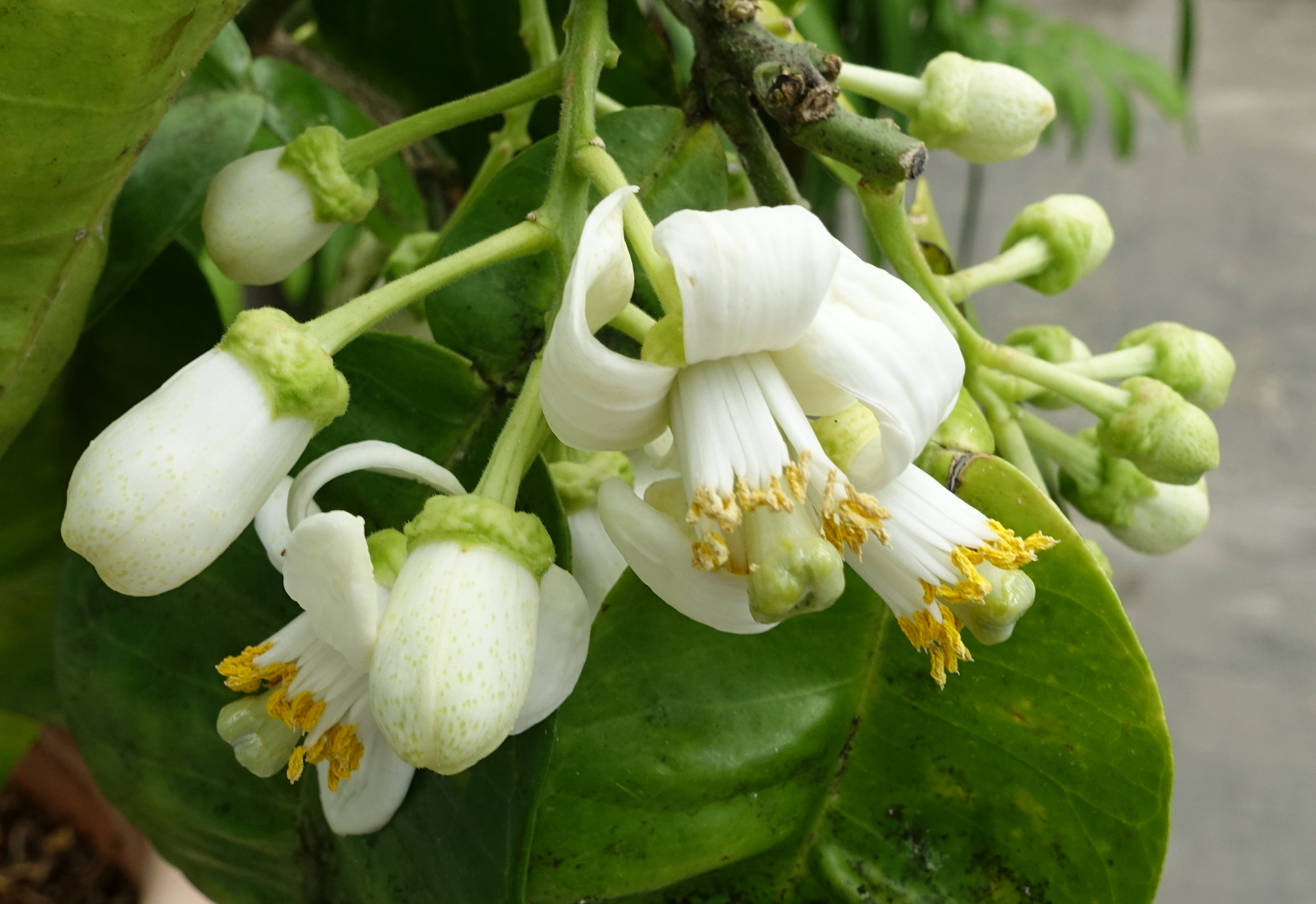
Floraison du pamplemoussier de Tahiti

L'arbre épineux a un faible développement. Les feuilles blanches sont larges et en grappes. Fleurs blanches au parfum puissant. Fruit rond, légèrement aplati, jusqu'à 25 cm de diamètre et jusqu'à 2 kg à peau verte qui devient jaune à maturité, la pulpe est vert pâle juteuse et sucrée, les nombreuses graines sont monoembryonnés.
On lit souvent qu'il appartiendrait à l'espèce hybride américaine Citrus paradis, ce qui ne repose ni sur sa morphologie, ni sur son origine, ni sur une analyse génétique. Les botanistes le classent dans les Citrus grandis synonyme de Citrus maxima et de Citrus decumena.

## Utilisation
Le gout est finalement bien sucré avec une nuance acide et une touche d'amertume.

### Boissons
Le jus (vendu en briques) est une boisson servie pure ou en mélange dans les cocktails (Pamplemousse Fizz, Mojito Pamplemousse).

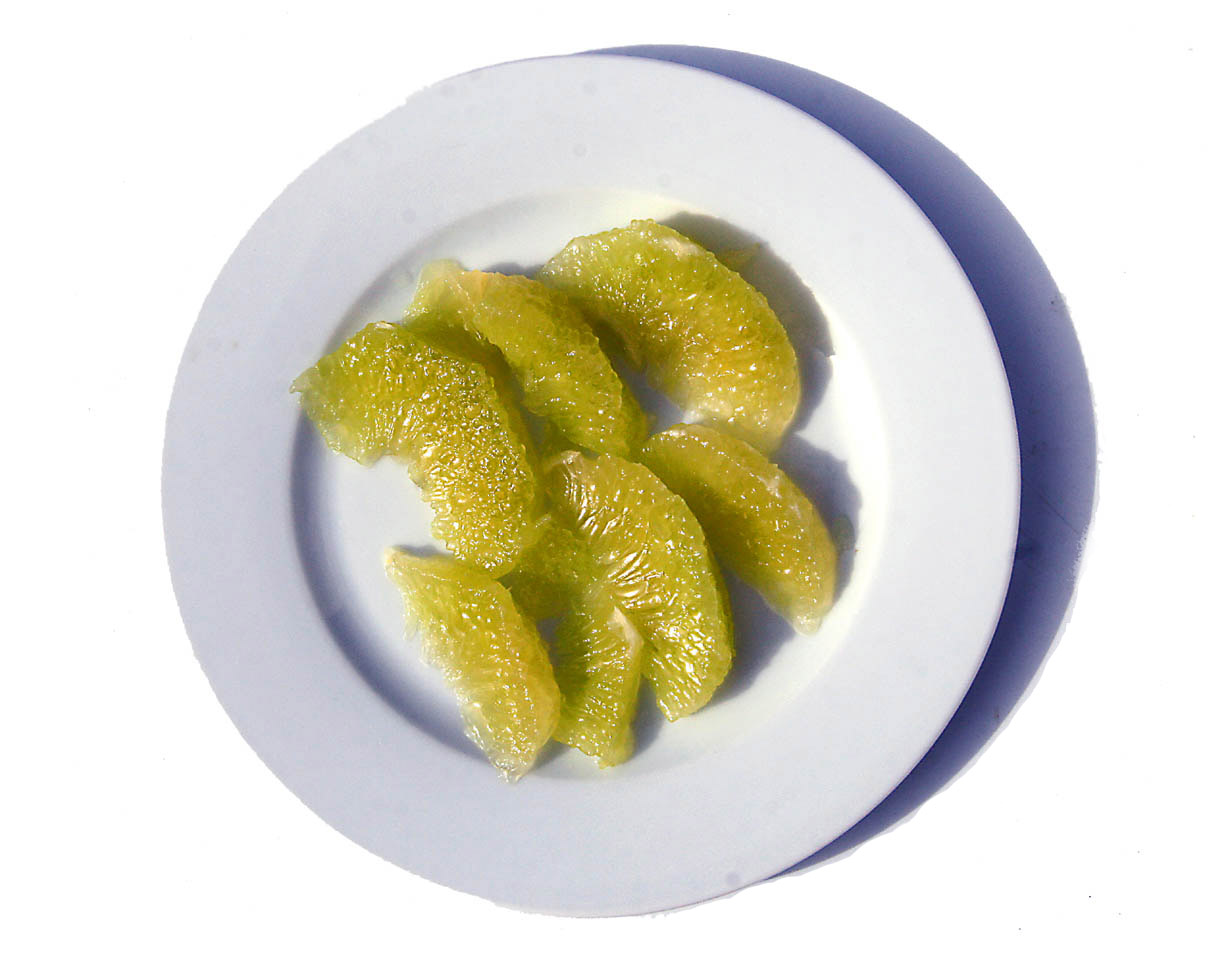
Couleur vert-jaune brillante de la pulpe

### Plats et desserts
Le demi fruit est grillé au four à l'américaine (saupoudré de gingembre et de miel). Salade de pamplemousse se fait avec divers mélanges, poulet, avocats. La crème de pamplemousse, la mousse au jus de pamplemousse sont sucrées.
La confiture accompagne les volailles aux agrumes ou sauces aigres douces. La gelée sur la panna cotta. La tarte au pamplemousse est recouverte de meringue comme la tarte au citron. Large utilisation des écorces confites.

### Huile essentielle
L'huile essentielle parfume le monoï, le parfum est réputé apaisant, antifatigue. La Savonnerie de Tahiti fondée par le pharmacien Philippe Maunier en 1981 à Paea a développé une gamme qui comprend une eau d'ambiance, des savons.